# باشگاه فوتبال ایر فورس یونایتد
باشگاه فوتبال ایر فورس یونایتد (تای: สโมสรฟุตบอลแอร์ฟอร์ซ ยูไนเต็ด) یک باشگاه فوتبال حرفه‌ای منحل‌شده تایلندی بود که در لام لوک کا، استان پاتوم تانی مستقر بود. این باشگاه که پس از فصل ۲۰۱۹ منحل شد، به باشگاه فوتبال یوتای تانی تغییر نام داد و به استان یوتای تانی منتقل شد. این تیم تا سال ۲۰۱۹ بخش فوتبال نیروی هوایی سلطنتی تایلند را تشکیل می‌داد.

## افتخارات
- تای لیگ ۱: ۲[۳]
- تای لیگ ۲: ۱
- جام خور رویال (سطح دوم): ۱۶
- جام خور رویال (سطح پنجم): ۸
- جام نگور رویال: ۴
- جام کوئینز: ۳[۴]
- جام حذفی: ۱[۵]
- جام اتحادیه: ۲[۶]
- جام کور رویال: ۱۲